# Rudki (województwo kujawsko-pomorskie)
Rudki – wieś w Polsce położona w województwie kujawsko-pomorskim, w powiecie świeckim, w gminie Pruszcz. Według spisu powszechnego z 31 marca 2011 roku wieś liczyła 141 mieszkańców. 
W latach 1975–1998 miejscowość położona była w województwie bydgoskim.